# Gerald Samson
Gerald Samson je fiktivní postava z amerického animovaného seriálu Simpsonovi. Je úhlavním nepřítelem Maggie Simpsonové. Oba se narodili tentýž den v nemocnici ve Springfieldu, a protože zde zbyla pouze jedna plenka, dostala ji Maggie a Gerald musel být zabalen do výtisku Springfieldského šmejdila. Od té doby Maggie nenávidí. Má výrazné, srostlé obočí.
Poprvé se objevuje v dílu Skinner – sladký nepřítel, kde Líza označuje malého Geralda za Maggiina rivala. Při několika příležitostech byl Gerald ukázán, jak je matkou tlačen v kočárku před domem Simpsonových, například v díle Milenec Lady Bouvierové, kdy na sebe obě batolata upírají pohledy. Objevil se také v krátkém filmu Simpsonovi: Maggie zasahuje. Jeho jméno bylo odhaleno v epizodě Psí pozdvižení. V dílech Modrá a šedá a Táta na útěku je naznačena možná romantická přitažlivost mezi Maggie a Geraldem. V nekanonické budoucnosti v epizodě Budoucí budoucnost jsou Gerald a Maggie manželé. Duch Vánoc příštích naznačuje, že je Gerald otcem dítěte Maggie, o kterém ví její rodina kromě Abea.
Od roku 2014 se malý Gerald se objevuje v úvodní znělce seriálu.